# جيريت هنري
جيريت هنري (بالإنجليزية: Gerrit Henry)‏ هو صحفي أمريكي، ولد في 30 مايو 1950، وتوفي في 1 مايو 2003.